# Jamora
Jamora je plemeno králíka. Plemeno bylo vyšlechtěno v Německu ze zakrslého hermelína, japonského králíka a angorského králíka. Uznáno je v Německu od roku 1994.
Hmotnostní optimum se pohybuje okolo dvou kilogramů. Je to plemeno dlouhosrsté – po trupu je srst prodloužená na délku asi 5 až 6 cm, na uších, hlavě a na končetinách je srst normální délky. Chová se v japanovitém zbarvení, na těle se pravidelné střídají plochy černé a žlutočervené srsti. Ideální kresba je rozdělená křížem, polovina hlavy by měla být černá, druhá polovina žlutá, stejně tak kresba hrudi a hrudních končetin.